# Barbara Walters
Barbara Jill Walters (Boston, 25 settembre 1929 – New York, 30 dicembre 2022) è stata una giornalista, scrittrice e conduttrice televisiva statunitense.

## Biografia
Nata da genitori ebrei di origini russe, figlia di Dena Seletsky e Lou Walters (nato Louis Abraham Warmwater), noto editore, figlio di Abraham Isaac Waremwasser, nato a Łódź, in seguito emigrato in Inghilterra, dove cambiò il suo cognome, Barbara crebbe circondata da gente di spettacolo: il padre infatti era un noto produttore di Broadway. L'uomo tuttavia a un certo punto versò in difficoltà economiche e la famiglia Walters perse tutte le proprietà, tra cui l'attico a Central Park West. Dopo aver effettuato gli studi in scuole private, Barbara conseguì un bachelor in letteratura inglese.
Nel 1961 cominciò a collaborare con l'emittente televisiva NBC, lavorando come showgirl per il programma Today. In breve tempo però Barbara riuscì a diventarvi reporter e intervistatrice. Inizialmente la Walters venne osteggiata dai co-conduttori Frank McGee e Harry Reasoner, che non vedevano di buon occhio la sua presenza. Successivamente condusse la trasmissione di attualità 20/20 e fu scelta come moderatrice del dibattito fra Jimmy Carter e Gerald Ford in vista delle presidenziali del 1976.
La sua popolarità aumentò con l'imitazione proposta dalla comica Gilda Radner al Saturday Night Live. La stessa Walters affermò di apprezzare l'imitazione e, quando la Radner morì per un tumore nel 1989, Barbara inviò un messaggio di condoglianze a Gene Wilder, che era marito della Radner.
Negli ultimi anni Barbara Walters ricevette una stella nella Hollywood Walk of Fame e si dedicò al talk show The View, di cui era ideatrice e produttrice esecutiva. La trasmissione, condotta da donne famose, era rivolta soprattutto al pubblico femminile. La Walters scrisse anche alcuni libri, fra cui uno di memorie, che hanno riscosso grande successo in termini di vendite.
Barbara Walters è morta il 30 dicembre 2022 nella sua casa di New York. Aveva 93 anni.

## Interviste

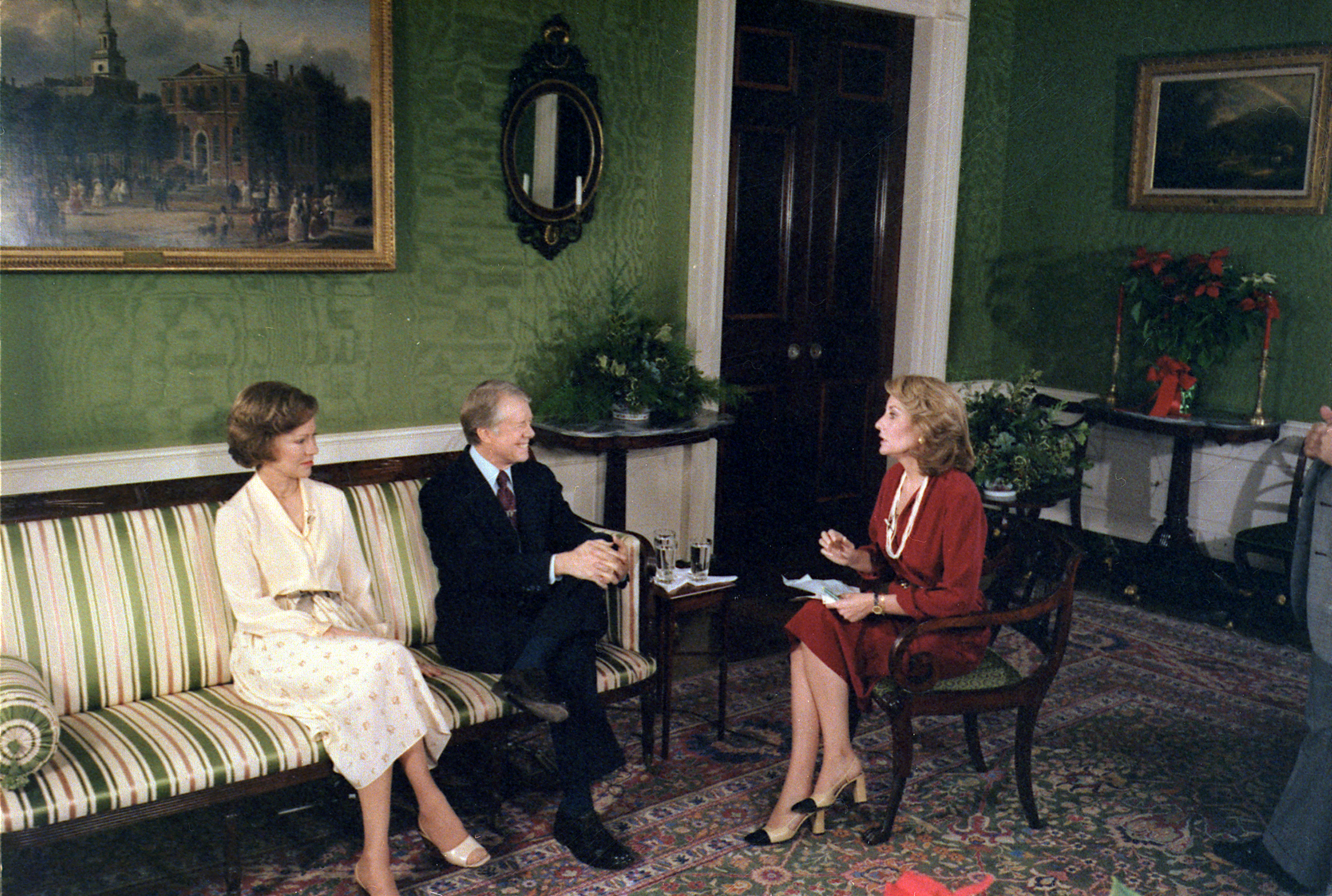
Barbara Walters mentre intervista il Presidente Jimmy Carter e sua moglie Rosalynn.

La Walters divenne nota al grande pubblico principalmente per le sue interviste. Tra le più seguite si possono annoverare quelle ai grandi leader mondiali del XX secolo, come il Presidente egiziano Anwar al-Sadat, lo scià di Persia Mohammad Reza Pahlavi e sua moglie Farah, il Presidente della Repubblica popolare cinese Jiang Zemin, il Primo ministro britannico Margaret Thatcher, quello cubano Fidel Castro, quello indiano Indira Gandhi, Muʿammar Gheddafi, i re Husayn di Giordania e Abd Allah dell'Arabia Saudita, il presidente venezuelano Hugo Chávez, il presidente siriano Bashar al-Assad. Fra i personaggi di spettacolo da lei intervistati si possono ricordare Laurence Olivier, Michael Jackson, Bette Davis, Katharine Hepburn, Sophia Loren, Anna Wintour, Lady Gaga.
La Walters conseguì il record per l'intervista più seguita di sempre: il 3 marzo 1999 il suo dialogo con Monica Lewinsky fu visto da 74 milioni di spettatori.

## Vita privata
Si sposò quattro volte con tre differenti uomini. Il suo primo marito fu Robert Henry Katz, un uomo d'affari. Il matrimonio ebbe luogo nel 1955 all'Hotel Plaza di New York e venne annullato 11 mesi dopo. In seconde nozze Barbara sposò Lee Guber, autore di spettacoli teatrali, da lui anche prodotti. Prima di divorziare, la coppia adottò una bambina nel 1968, nata in quello stesso anno: Jacqueline Dena. La Walters infine sposò due volte Merv Adelson, uno dei fondatori della Lorimar Television, ma anche questi matrimoni finirono col divorzio.